# Dichromodes emplecta
Dichromodes emplecta är en fjärilsart som beskrevs av Turner 1930. Dichromodes emplecta ingår i släktet Dichromodes och familjen mätare. Inga underarter finns listade i Catalogue of Life.